# Martín Mederos
Martín Mederos es un futbolista uruguayo nacido en 1985, fue formado en Peñarol donde llegó hasta la tercera división, de ahí fue a Fénix, luego Rampla Juniors, para recalar más tarde en Coraceros.En el 2011 pasa a ser jugador de la Institución Atlética Potencia, donde hace una muy buena campaña dejando a fuerza de su juego al club en la sexta ubicación.
En 2013 fichó por CD Luis Ángel Firpo de la primera división de El Salvador. Coronando el equipo Campeón del torneo Clausura.
En junio del 2013 fue transferido al CD Universidad Nacional de la primera división de El Salvador.

## Clubes
| Club                       | País        | Año           |
| -------------------------- | ----------- | ------------- |
| Peñarol                    | Uruguay     |               |
| Fenix                      | Uruguay     | 2007          |
| Coraceros Polo Club        | Uruguay     | 2008          |
| Rampla Juniors             | Uruguay     | 2009-2010     |
| Potencia                   | Uruguay     | 2011-2012     |
| CD Luis Ángel Firpo        | El Salvador | 2013          |
| Club Deportivo Universidad | El Salvador | 2013-2016     |
| CsyD La Bodega             | Uruguay     | 2016          |
| Parque del Plata           | Uruguay     | 2017-2021     |
| Estudiantes del Plata      | Uruguay     | 2022-presente |

## Palmarés

### Distinciones individuales
| Distinción                                                   | Año  |
| ------------------------------------------------------------ | ---- |
| Goleador de la Primera División Amateur de Uruguay (7 goles) | 2021 |